# Mesoleius leucomelas
Mesoleius leucomelas là một loài tò vò trong họ Ichneumonidae.